# Grande Île, Strasbourg
Grande Île je otok na reki Ill, ki leži v središču zgodovinskega mesta Strasbourg v Franciji, in pomeni velik otok. Ime izhaja iz tega, da je na eni strani obdan z glavno strugo reke Ill, na drugi pa s kanalom Faux Remparts, kanalom te reke. Grande Île je bil leta 1988 uvrščen na Unescov seznam svetovne dediščine. Takrat je Mednarodni svet za spomenike in spomeniška območja ugotovil, da je "stara četrt, ki ponazarja srednjeveško mesto". 
Zaradi oblike otoka ga včasih označujejo kot "ozko elipso". Dolg je 1,25 km in na najširšem delu širok 0,75 km. V središču otoka je trg Kléber, osrednji mestni trg. Na zahodnem delu otoka je četrt Petite France, v kateri so včasih živeli mestni usnjarji, mlinarji in ribiči, zdaj pa je ena glavnih turističnih znamenitosti Strasbourga.
Južno od otoka je strasbourška stolnica, četrta najvišja cerkev na svetu in lep primer gotske arhitekture 15. stoletja.
Na njem so še štiri druge stoletja stare cerkve: svetega Tomaža, svetega Petra starejšega, svetega Petra mlajšega in svetega Štefana. Kot zgodovinsko središče Strasbourga in s tem sedež posvetne oblasti je bil tudi sedež večine pomembnih mestnih dvorcev in palač 18. stoletja, vključno s palačo Rohan, palačami Hanau (zdaj mestna hiša), Deux-Ponts (rojstna hiša Ludvika I. Bavarskega, zdaj sedež mestnega vojaškega guvernerja), Klinglin, Andlau-Klinglin, Neuwiller in mnogo drugih. Na otoku je tudi škofovska palača nadškofije Strasbourg.
Na status svetovne dediščine opozarja 22 medeninastih plošč, postavljenih na mostovih, ki omogočajo dostop do otoka. 

## Galerija
- Fasada stolnice
- Trg Kléber ponoči
- L'Ill aux Lumières, most svetega Tomaža
- Fasada nekdanjega hotela Andlau-Klinglin (1725)
- Vhod na dvorišče mestne hiše, prej hotel Hanau-Lichtenberg (1736)
- Oznaka svetovne dediščine